# Mistrzostwa Arabskie w Zapasach w 2022
Mistrzostwa rozegrano od 6 do 9 listopada 2022 roku w Szarm el-Szejk w Egipcie.

## Tabela medalowa
Gospodarz mistrzostw został zaznaczony kolorem.
| Poz. | Państwo          |    |    |    | Łącznie |
| ---- | ---------------- | -- | -- | -- | ------- |
| 1    | Egipt            | 10 | 4  | 6  | 20      |
| 2    | Irak             | 5  | 13 | 2  | 20      |
| 3    | Bahrajn          | 4  | 1  | 0  | 5       |
| 4    | Arabia Saudyjska | 1  | 0  | 6  | 7       |
| 5    | Jordania         | 0  | 2  | 0  | 2       |
| 6    | Kuwejt           | 0  | 0  | 4  | 4       |
|      | Łącznie          | 20 | 20 | 18 | 58      |

## Wyniki

### W stylu klasycznym
| Waga   |                                       |                                      |                                    |
| ------ | ------------------------------------- | ------------------------------------ | ---------------------------------- |
| 55 kg  | Munthir Jandu                         | Saajad Albidhan                      | Abd Allah Muhammad Szaban Muhammad |
| 60 kg  | Hajsam Mahmud                         | Ali Albidhan                         | Rayan Hawsawi                      |
| 63 kg  | Karrar Albeedhan                      | Mustafa Husajn Alam ad-Din           | ----                               |
| 67 kg  | Abd ar-Rahman Ahmad Ali Muhammad Umar | Mohammed Al-Saedi                    | Mohamed Fahad                      |
| 72 kg  | Muhammad Ibrahim as-Sajjid Ibrahim    | Taha Al-Salihi                       | Hassan Barnawi                     |
| 77 kg  | Muhammad Ihab Muhammad Dahab Chalil   | Ali Al-Aboda                         | ----                               |
| 82 kg  | Farid Muhammad Abd as-Sattar Ghali    | Sultan Eid                           | Hussein Albidhan                   |
| 87 kg  | Karim Adil Jusuf ad-Disuki            | Abbas Al-Tameemi                     | Mohamed Adnan Elsaygh              |
| 97 kg  | Ali Al-Kaabi                          | Nur ad-Din Hani Muhammad Dżuma Hasan | Ibrahim Fallatah                   |
| 130 kg | Ali Al-Sharuee                        | Fikri Muhammad Fikri Isa             | Abdelaziz Elsabee                  |

### W stylu wolnym
| Waga   |                                          |                             |                                   |
| ------ | ---------------------------------------- | --------------------------- | --------------------------------- |
| 57 kg  | Ala Ali Szajba as-Sajjid                 | Khattab Al-Ani              | Munthir Jandu                     |
| 61 kg  | Szihab ad-Din Imam Abd ar-Ra’uf Muhammad | Abdwllah Aljumalli          | Rayan Hawsawi                     |
| 65 kg  | Alibieg Alibiegow                        | Mohammed Kareem             | Yousef Mohamed Yousef Eissa       |
| 70 kg  | Usama Madżdi Fauzi Atijja Abd al-Latif   | Ali Al-Obaidi               | Mohamed Fkhm Alajimi              |
| 74 kg  | Muhammad Madżdi Fauzi Abd al-Latif       | Qutaiba Aldulaimi           | Hassan Barnawi                    |
| 79 kg  | Magomiedrasuł Asłujew                    | Ahmed Mohsin Alcburi        | Muhammad Ahmad Farghali Abd al-Al |
| 86 kg  | Mustafa al-Ubajdi                        | Chidir Sajpudinow           | Mahmud Sa’id Ahmad Isma’il Badawi |
| 92 kg  | Issa Al-Obaidi                           | Abdelkareem Aboudoaeaj      | Muhammad Sajjid Ahmad Suwajfi     |
| 97 kg  | Magomied Szaripow                        | Mustafa Ali as-Sajjid Dżabr | Abdullah Sameer                   |
| 125 kg | Achmied Tażudinow                        | Ahmed Al-Jamie              | Dija ad-Din Kamal Dżauda          |